# Árabe khuzestani
O árabe khuzestani (em árabe. اللهجة الأهوازية) é uma variante dialetal do árabe mesopotâmico difundida entre a população árabe do Cuzistão, uma província iraniana na costa do Golfo Pérsico que faz fronteira com o Iraque.
Segundo o Ethnologue, existem 1,2 milhões de falantes do dialeto no Cuzistão, onde a proporção de árabes representa 70% do total da população local. Em cidades como Ahvaz, Khorramshahr, Abadan, Shadegan, Hoveiz e Susengerd, esse percentual varia entre 65% a 95%. Apesar disso, o árabe khuzestani não possui status de língua oficial, que pertence exclusivamente ao persa, que no Cuzistão é amplamente falado como segunda língua. A partir de 1925, foram feitas tentativas de marginalização cultural dos árabes: as publicações locais em língua árabe foram proibidas, assim como as escolas passaram a ensinar apenas em persa. Reza Pahlavi renomeou a província, anteriormente chamada "Arabistão" (Arabs), para "Cuzistão". No entanto, embora o árabe moderno padrão tenha voltado a ser ensinado nas escolas locais, o árabe khuzestani é a variante usada nas situações informais.
A variante khuzestani integra ao ramo mesopotâmico meridional, sendo semelhante em particular ao dialeto da cidade iraquiana de Basra. Embora os eventos políticos dos últimos anos tenham transformado essa região em um enclave linguístico, os laços entre os árabes do Cuzistão e seus pares em grupos no Iraque não foram completamente destruídos. Naturalmente, com o tempo e o contato mútuo, a língua persa influenciou consideravelmente o árabe khuzestani. As principais mudanças estão na ordem das palavras, atribuição dos construtos substantivo-substantivo e adjetivo-substantivo, marcas de definição, cláusulas de complemento e marcas e conectores de discurso. O linguista Bruce Ingham escreveu três estudos sobre dialeto khuzestani em 1973, 1976 e 1994. O khuzestani difere do dialeto khorasani, outra variante árabe difundida no Irã que é falada pela população árabe que vive na província de Coração e é mais próxima de dialetos do Uzbequistão.